# Albergínia

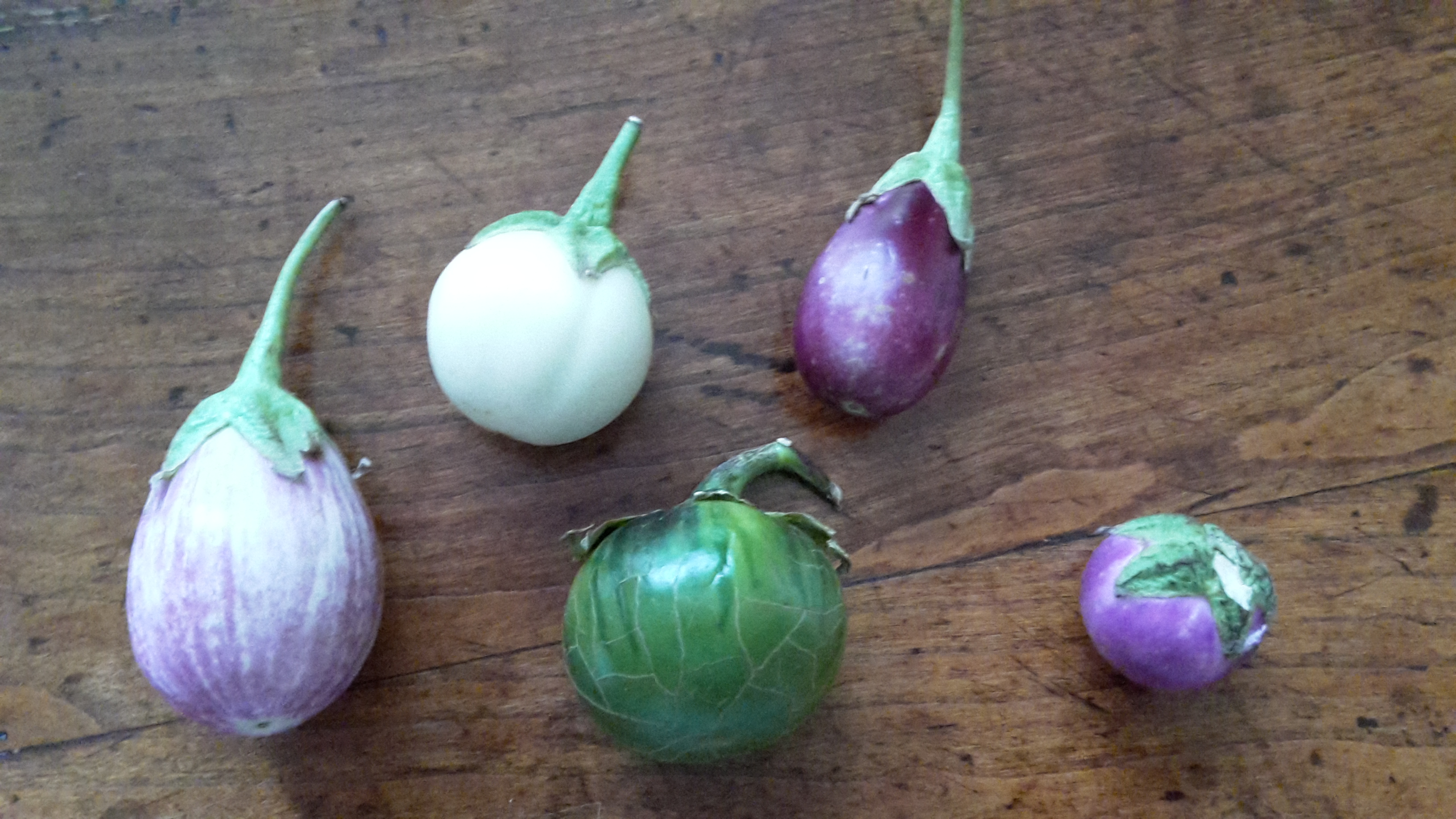
Unes varietats

L'albergínia, albergina, albargina, (esberzínia, etc.) és el fruit de l'alberginiera (Solanum melongena). N'existeixen de formes i colors molt diferents que es divideixen en tres categories: de fruit llarg, de fruit globós i de fruit oval. L'albergínia és un element molt important de tota la cultura gastronòmica mediterrània.
La fruita crua conté un 92% d'aigua, un 6% d'hidrats de carboni, un 1% de proteïna, i quasi gens de greix. És poc calòrica (26 kcal per 100g) i té poc de contingut de nutrients essencials, excepte el manganès. No destaca per tenir un nutrient en especial, però ens aporta fibra, sobretot si se'n menja la pell. La proporció de nutrients pot variar segons l'estació, el lloc de cultiu (al camp o en hivernacles) i el genotip.
Al Mediterrani la temporada va de maig a desembre. La producció mundial el 2016 n'era de 51,3 milions de tones. Els majors productors en són la Xina i l'Índia.
| 1   | R.P. de la Xina | 32,00 | 781,9  |
| 2   | Índia           | 12,6  | 664,0  |
| 3   | Egipte          | 1,19  | 48,6   |
| 4   | Turquia         | 0,85  | 24,8   |
| 5   | Iran            | 0,68  | 22,0   |
| ... | ...             |       |        |
| ... | Espanya         | 0,28  | 3,6    |
|     | Món             | 51,30 | 1794,0 |

## Usos culinaris

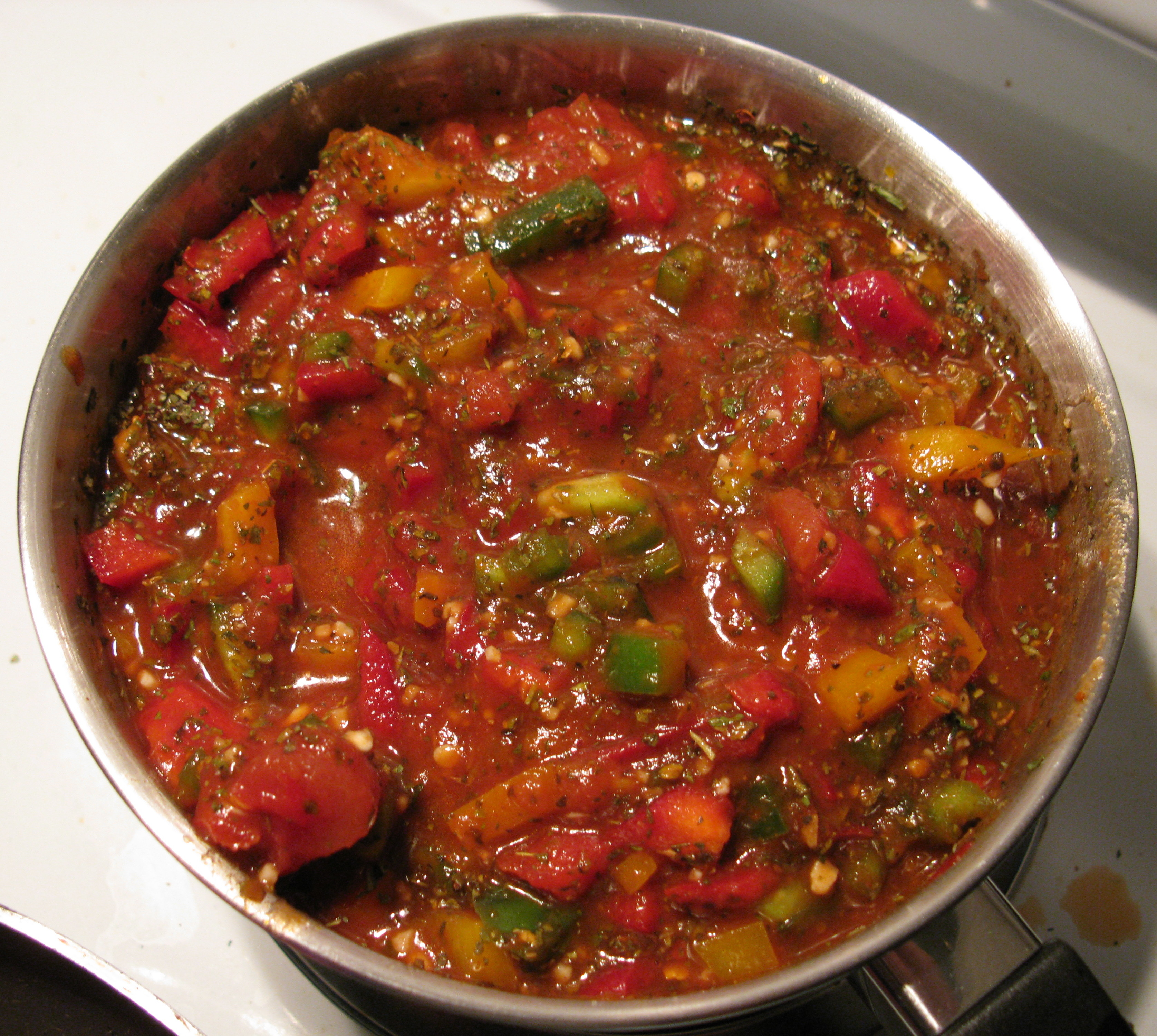
Mullador, pebrereta o xamfaina acabada de cuinar

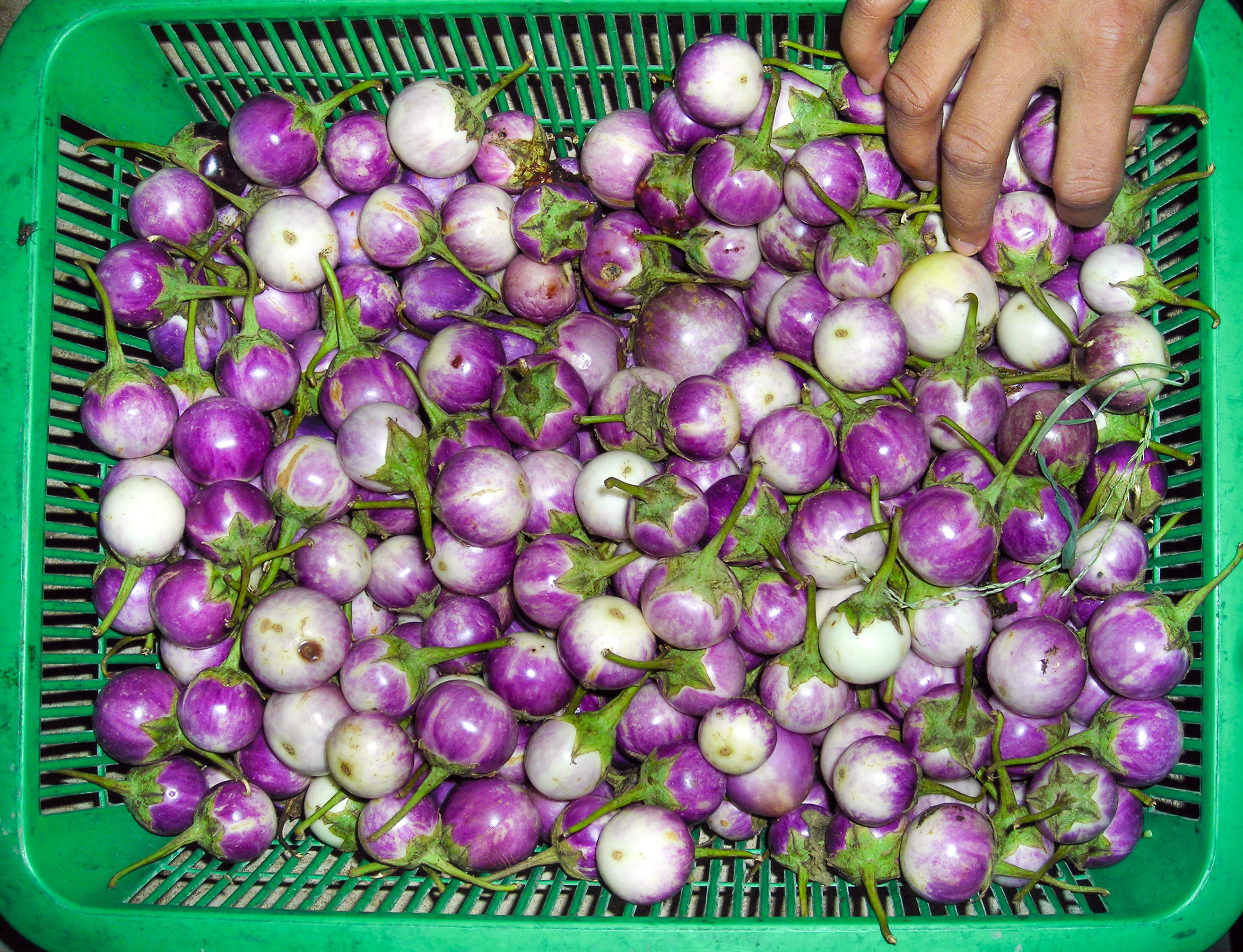
Albergínies nanes de Tailàndia

L'albergínia sola és ideal per preparar una bona escalivada amb all i oli d'oliva. Les albergínies també es poden preparar escabetxades i confitades. Les albergínies estan presents en la gastronomia de moltes zones del planeta. Són ideals per a preparar plats vegetarians. Es poden fer moltes innovacions creatives substituint carns per llesques d'albergínia o albergínia picada. No cal pelar-la per preparar-la. La pell, a més, redueix l'absorció d'oli per part de la carn. Si es vol, es pot separar la pell molt fàcilment un cop cuinada. Al forn, es fa fundent i s'impregna dels sabors que l'acompanyen.
Molt sovint l'albergínia apareix combinada o barrejada amb altres verdures com tomàquets, cebes o carbassons, ocra, patata, etc. Preparada d'aquesta manera és un dels ingredients essencials del mullador o samfaina, així com de la ratatolha occitana, el ragù italià, el tombet mallorquí, la caponata del sud d'Itàlia, i les melanzane alla parmigiana.
Per tal de llevar-li l'amargor, justificat per l'alt contingut en solanina (una forma de nicotina), quan es prepara per ser fregida, es pot deixar un parell d'hores amb sal i així deixa anar un suc marronós amb la major part de les substàncies amargants. A l'albergínia se li atribueix la propietat de reduir el colesterol.
És famosa la preparació de la mussaca grega, cuita al forn, amb capes d'albergínia i carn picada de xai.
A Turquia es prepara el plat anomenat imam bayildi, fet amb albergínies farcides amb tomàquet, ceba i all fregides amb oli d'oliva. Hom diu que un imam turc va perdre el coneixement davant d'aquest plat tan exquisit. El Karnıyarık és bàsicament el mateix plat però amb carn picada.
El baba ghanoush àrab, la melitzanosalata grega i la patlıcan salatası turca són pastes a base d'albergínia que es mengen acompanyades amb pa de pita. A l'Afganistan es prepara el bonjon o bonjan, un plat picant a base d'albergínies per acompanyar altres plats. A l'Iran es prepara el Kashk O Bademjan a base d'albergínies i iogurt. A Tailàndia les albergínies locals són tan tendres que es poden menjar també crues. Pot ser bullida, al forn, al foc, fregida o farcida. Al subcontinent indi és costum de preparar, segons la zona, diverses formes de curri amb albergínies tallades a daus. Hi ha també plats de cuina xinesa a base d'albergínia, com les «albergínies a la Sichuan», estofades i un xic dolces.
Receptes destacades
- «Paté d'albergínia escalivada».
- «Albergínies plenes».
- «Caneló d'albergínia».
- «Albergínia blanca al forn».
- «Lasanya d'albergínies i ou».